# Fan of a Fan
Fan of a Fan ist ein Mixtape der US-amerikanischen Hip-Hop-Musiker Chris Brown und Tyga. Es ist als CD und kostenloser Download erhältlich. Es wird von den Musikproduzenten DJ Ill Will und DJ Rockstar präsentiert.

## Hintergrund
Das Album erschien im Mai 2010 und diente, wie in der Hip-Hop- und Rap-Szene üblich, überwiegend der Promotion nachfolgender Alben beziehungsweise des Künstlers. Die Singleauskopplungen sind aufgrund ihres Erfolges auch für Browns viertes Studioalbum F.A.M.E. wiederverwendet worden: „Deuces“ und „No Bullshit“. Die Aufnahme der Lieder hat laut Tyga nur eine Woche gedauert. Zudem sagte er auch, dass das Mixtape aus Dank für ihre treuen Fans auch kostenlos erhältlich ist.

## Titelliste
Quelle
| #   | Titel                     | Interpret(en)                         | Produktion                                    | Länge |
| --- | ------------------------- | ------------------------------------- | --------------------------------------------- | ----- |
| 1.  | Intro                     | Chris Brown & Tyga                    |                                               | 0:39  |
| 2.  | What They Want            | Chris Brown & Tyga                    | Kevin McCall                                  | 3:11  |
| 3.  | Drop Top Girl             | Chris Brown & Tyga                    | Kevin McCall                                  | 2:36  |
| 4.  | Deuces                    | Chris Brown feat. Tyga & Kevin McCall | Kevin McCall                                  | 4:35  |
| 5.  | No Bullshit               | Chris Brown                           | Tha Bizness                                   | 4:06  |
| 6.  | 48 Bar Rap                | Chris Brown                           | Jahlil Beats                                  | 2:32  |
| 7.  | Ballin                    | Chris Brown & Tyga feat. Kevin McCall | Kevin McCall                                  | 3:34  |
| 8.  | Middle Talking            | Chris Brown & Tyga                    |                                               | 0:23  |
| 9.  | Ain’t Thinkin’ Bout You   | Chris Brown feat. Bow Wow             | Kevin McCall                                  | 3:54  |
| 10. | Like a Virgin Again       | Chris Brown & Tyga                    | Kevin McCall                                  | 3:35  |
| 11. | Have It                   | Chris Brown & Tyga feat. Kevin McCall | Kevin McCall                                  | 4:01  |
| 12. | Number One                | Chris Brown feat. Kevin McCall        | Kevin McCall                                  | 3:43  |
| 13. | Make Love                 | Chris Brown & Tyga                    | Kevin McCall                                  | 3:43  |
| 14. | I’m So Raw                | Tyga                                  | Kanye West, No I.D., Mike Dean (Co-Produzent) | 1:57  |
| 15. | I’m on It                 | Tyga feat. Lil Wayne                  | Calvo da Gr8                                  | 2:54  |
| 16. | Movin’ 2 Fast             | Tyga                                  | K.E. On tha Track                             | 3:29  |
| 17. | Regular Girl              | Chris Brown & Tyga                    | Flaco Da Great                                | 3:30  |
| 18. | Outro Talking             |                                       |                                               | 0:42  |
| 19. | G Shit (Bonus-Track)      | Chris Brown & Tyga                    | Jahlil Beats, Ca$hous Clay                    | 4:01  |
| 20. | Holla at Me (Bonus-Track) | Chris Brown & Tyga                    | Jahlil Beats                                  | 3:13  |

Samples
- „I’m So Raw“ – „I’m So Appalled“ von Kanye West
- „Holla at Me“ – „Holla at Me“ von DJ Khaled
- „Have It“ – „Fireman“ von Lil Wayne

## Singles und Musikvideos
Aus dem Mixtape wurde zwei Singles veröffentlicht: Deuces (Chris Brown feat. Tyga & Kevin McCall) und No Bullshit (Chris Brown). „Deuces“ erreichte dabei Position 14 der Billboard Hot 100 und Rang 68 im Vereinigten Königreich. „No Bullshit“, welches auch schon auf Browns ersten Mixtape In My Zone (Rhythm & Streets) erhältlich war, erreichte Rang 62 in den USA.
Für die Lieder „Holla at Me“, „G Shit“, „No Bullshit“ und „Deuces“ wurden auch Musikvideos gedreht.

## Rezeption
Das Mixtape wurde überwiegend positiv bewertet. So schrieb man zum Beispiel, dass „man es auf jeden Fall kaufen muss, wenn man es noch nicht besitzt. Es ist definitiv eines der besten 2010.“ Allerdings gab es auch enttäuschte Rezensenten. Einige waren der Meinung, dass das Mixtape „gehetzt“ wirke, und dass sie mehr erwartet hätten.